# اولنه سو بوآ
شهر اولنه سو بوآ (به فرانسوی: Aulnay-sous-Bois) در شهرستان سن-سن-دنی در ناحیه ایل-دو-فرانس با جمعیت ۸۱٬۶۰۰ نفر در کشور فرانسه واقع شده‌است